# Petrusó
Petrusó (ukránul: Петрушів) falu Ukjrajnában, Kárpátalján, a Técsői járásban.

## Fekvése
Técsőtől északkeletre, Kökényes keleti szomszédjában fekvő zsákfalu.

## Története
A település a trianoni békeszerződésig a Magyar Királysághoz, majd Csehszlovákiához tartozott. 1945-től a Szovjetunió, végül 1991-től Ukrajna része lett.